# 富士見町 (立川市)
富士見町（ふじみちょう）は、東京都立川市の町名。現行行政地名は富士見町一丁目から富士見町七丁目。郵便番号は190-0013。

## 地理
立川市の南西部に位置する。北は緑町、東は曙町及び柴崎町、南東は日野市日野本町、南は日野市栄町、西は昭島市郷地町及び東町に隣接する。南端部には多摩川が流れている。主に住宅地として利用される。

### 地価
住宅地の地価は2014年（平成26年）1月1日に公表された公示地価によれば富士見町2-13-8の地点で25万9000円/m2となっている。

## 世帯数と人口
2018年（平成30年）1月1日現在の世帯数と人口は以下の通りである。
| 丁目           | 世帯数    | 人口     |
| -------------- | --------- | -------- |
| 富士見町一丁目 | 1,985世帯 | 3,897人  |
| 富士見町二丁目 | 1,619世帯 | 2,976人  |
| 富士見町三丁目 | 417世帯   | 892人    |
| 富士見町四丁目 | 920世帯   | 1,825人  |
| 富士見町五丁目 | 722世帯   | 1,395人  |
| 富士見町六丁目 | 2,630世帯 | 4,976人  |
| 富士見町七丁目 | 1,532世帯 | 3,481人  |
| 計             | 9,825世帯 | 19,442人 |

## 小・中学校の学区
市立小・中学校に通う場合、学区は以下の通りとなる。
| 丁目           | 番地   | 小学校             | 中学校                 |
| -------------- | ------ | ------------------ | ---------------------- |
| 富士見町一丁目 | 全域   | 立川市立第四小学校 | 立川市立立川第一中学校 |
| 富士見町二丁目 | 全域   | 立川市立第四小学校 | 立川市立立川第一中学校 |
| 富士見町三丁目 | 1〜9番 | 立川市立第四小学校 | 立川市立立川第一中学校 |
| 富士見町三丁目 | その他 | 立川市立新生小学校 | 立川市立立川第八中学校 |
| 富士見町四丁目 | 全域   | 立川市立第四小学校 | 立川市立立川第一中学校 |
| 富士見町五丁目 | 全域   | 立川市立第四小学校 | 立川市立立川第一中学校 |
| 富士見町六丁目 | 全域   | 立川市立新生小学校 | 立川市立立川第八中学校 |
| 富士見町七丁目 | 全域   | 立川市立新生小学校 | 立川市立立川第八中学校 |

## 交通

### 鉄道
- 東日本旅客鉄道（JR東日本）
  - 青梅線：西立川駅（武蔵上ノ原駅もかつては所在していた）
  - 中央本線も東端部を通過しているが、駅はない。

### 道路
- 東京都道29号立川青梅線（奥多摩街道・新奥多摩街道）
- 東京都道153号立川昭島線

## 施設
- オーケー立川富士見町店
- CAR DO SUBARU 立川 - スバル拠点最大規模。
- 東京都農林総合研究センター - 旧・東京都農業試験場。
- 立川市歴史民俗資料館
- 立川市立第四小学校
- 富士見町団地
- 立川市立新生小学校
- 立川市立立川第八中学校
- たまがわみらいパーク - 立川市立多摩川小学校の跡地を利用している。
- 立川市多摩川図書館
- 多摩運送本社